# Poggioreale
Poggioreale is een gemeente in de Italiaanse provincie Trapani (regio Sicilië) en telt 1681 inwoners (31-12-2004). De oppervlakte bedraagt 37,6 km², de bevolkingsdichtheid is 45 inwoners per km².
Poggioreale was in 1968 verwoest door een aardbeving en op enige kilometers afstand herbouwd.

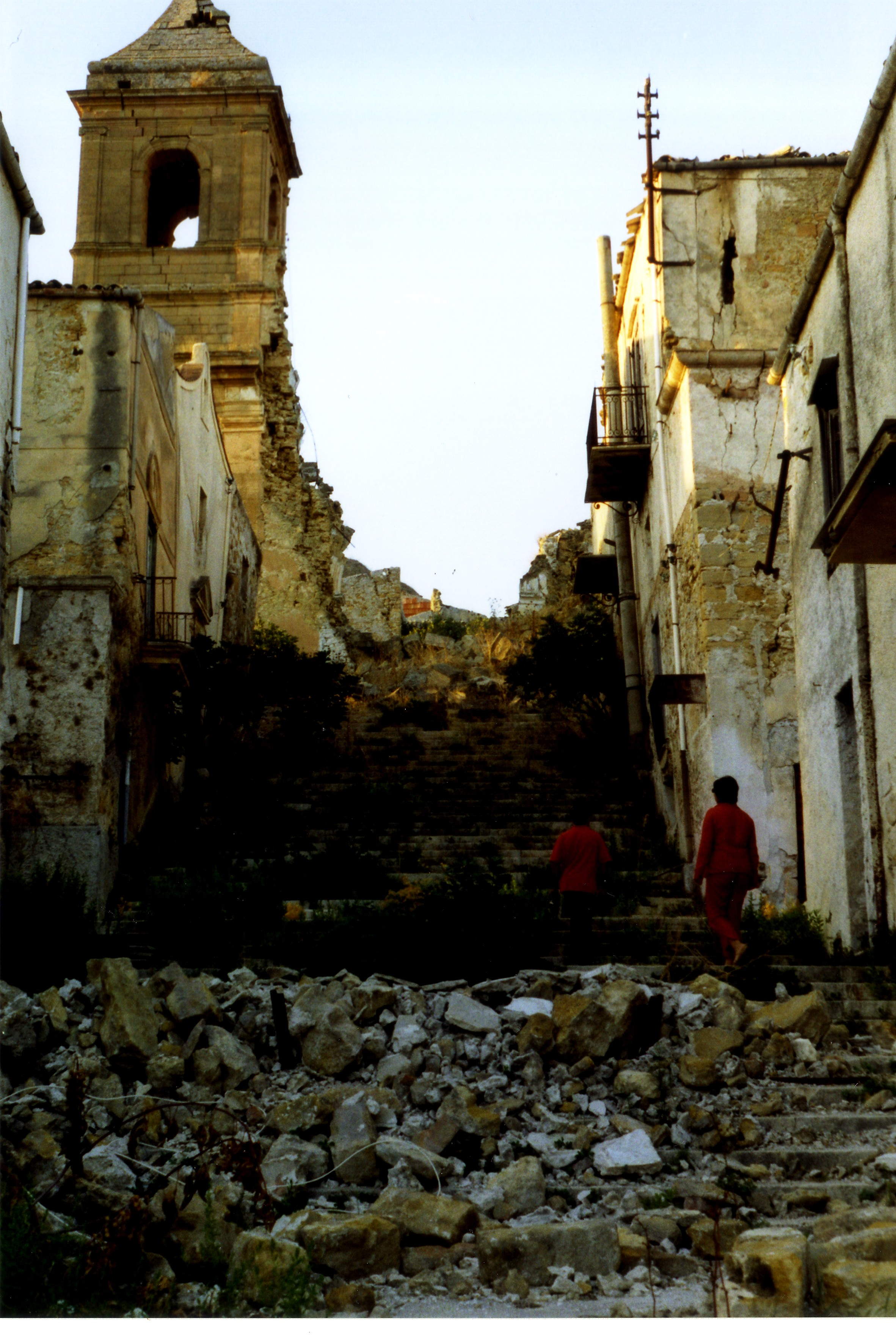
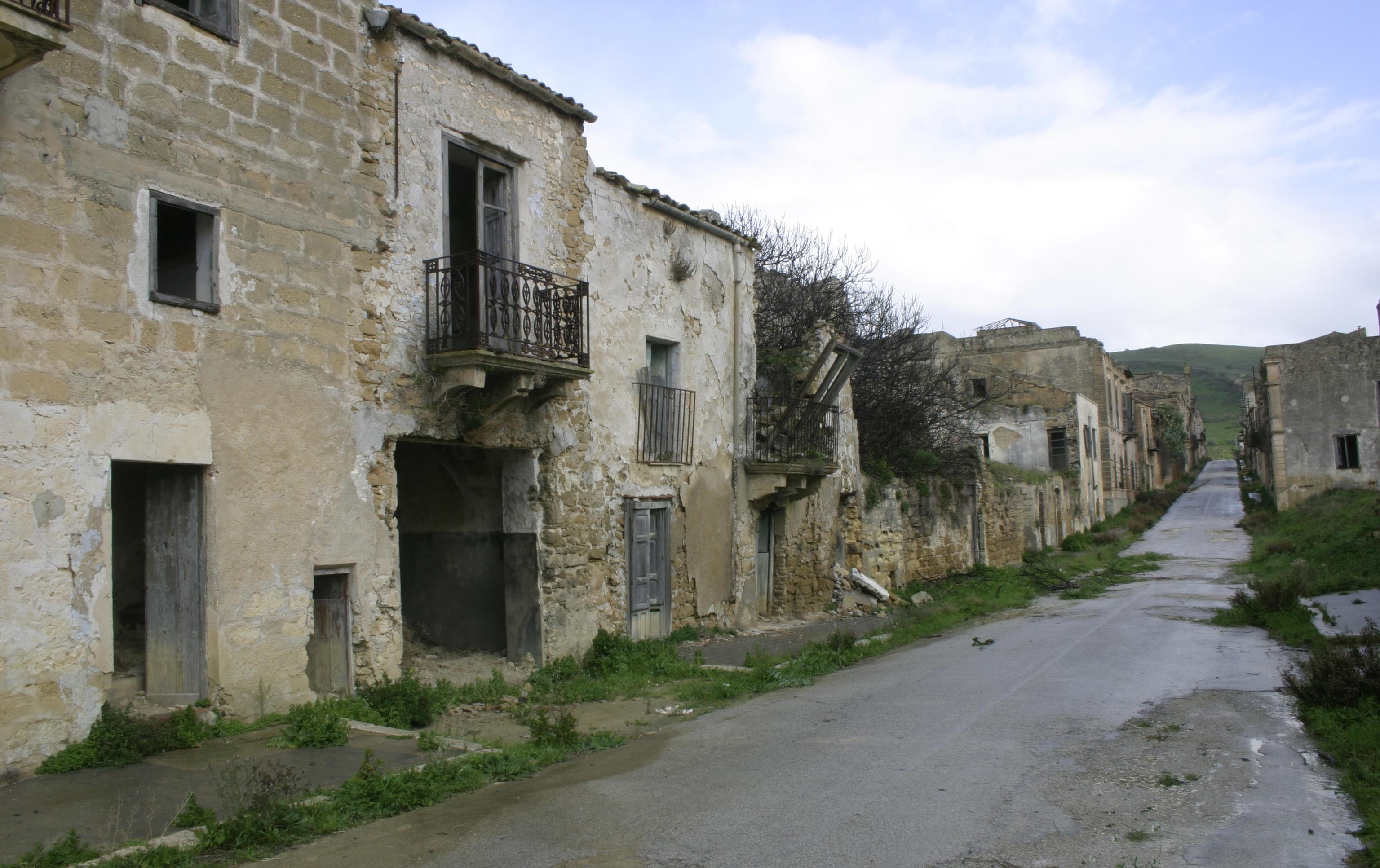

## Demografie
Poggioreale telt ongeveer 644 huishoudens. Het aantal inwoners daalde in de periode 1991-2001 met 5,9% volgens cijfers uit de tienjaarlijkse volkstellingen van ISTAT.
| Jaar | Inwoneraantal |
| ---- | ------------- |
| 1991 | 1822          |
| 2001 | 1715          |

## Geografie
De gemeente ligt op ongeveer 189 m boven zeeniveau.
Poggioreale grenst aan de volgende gemeenten: Contessa Entellina (PA), Gibellina, Monreale (PA), Salaparuta.